# Лянгузова Аліна Євгенівна
Алі́на Євге́нівна Лянгузова  — українська шахістка, проживає у місті Київ.
Травнем 2016 року на Чемпіонаті світу в Єревані здобула бронзову нагороду серед дівчат з вадами слуху.
Учасниця зимових Дефлімпійських ігор-2019.